# 2016년 하계 올림픽 그레나다 선수단
2016년 하계 올림픽 그레나다 선수단은 브라질 리우데자네이루에서 열린 2016년 하계 올림픽에 참가할 올림픽 그레나다 선수단이다.
그레나다는 2016년 8월 5일부터 21일까지 브라질 리우데자네이루에서 열린 2016년 하계 올림픽에 출전했다. 이는 그레나다가 9회 연속 하계 올림픽에 출전한 것이다.
그레나다 올림픽 위원회는 남자 5명, 여자 2명 등 총 7명의 선수를 올림픽에 파견했으며, 육상과 수영에만 출전했다. 그레나다 팀에는 2012년 런던 올림픽에서 복귀한 두 명의 선수가 참가했다. 10종 경기 선수 커트 펠릭스(Kurt Felix)와 육상 선수 키라니 제임스(Kirani James)는 남자 400m에서 금메달을 획득하며 국내 최초의 올림픽 챔피언이 되었다. 올림픽에서 가장 성공적인 선수로서 제임스는 개막식에서 두 번째 연속으로 그레나디아 국기를 들고 다니도록 선정되었다.
그레나다는 남자 400m에서 제임스가 올림픽 은메달을 획득한 채 리우데자네이루를 떠났지만, 이전 올림픽에서 자신의 타이틀을 방어하지 못했다.

## 같이 보기
- 올림픽 그레나다 선수단